# Global Green Growth Institute
Global Green Growth Institute (GGGI) är en internationell organisation med säte i Seoul, Sydkorea. Den är dedikerat till att främja grön tillväxt, som integrerar ekonomiska framsteg med miljömässig hållbarhet. Det tillhandahåller tekniskt stöd, forskningsmöjligheter och samarbete med intressenter för att utveckla planer för grön tillväxt, med särskilt fokus på utvecklingsländernas behov.
Verksamheten är inriktad på fyra huvudområden: energi, vatten, markanvändningsplanering och utveckling av hållbara stadsmiljöer, ofta kallade gröna städer.

## Historia
GGGI ursprungligen var en tankesmedja år 2010, initierad av Sydkoreas dåvarande president Lee Myung-bak. År 2012 omvandlades GGGI till en internationell fördragsbaserad organisation, en förändring som formaliserades vid Rio+20-toppmötet i Brasilien.
GGGI verkar enligt ett avtal mellan sina medlemsländer som upprättades 2012. Styrningsstrukturen omfattar församlingen, som omfattar alla medlemsländer, och rådet, som ansvarar för strategi, budget och medlemskap. En rådgivande expertkommitté bidrar också med strategisk vägledning. Medlemskap i GGGI är öppet för alla FN-medlemsstater som är i linje med dess mål för grön tillväxt.